# Епархия Ното

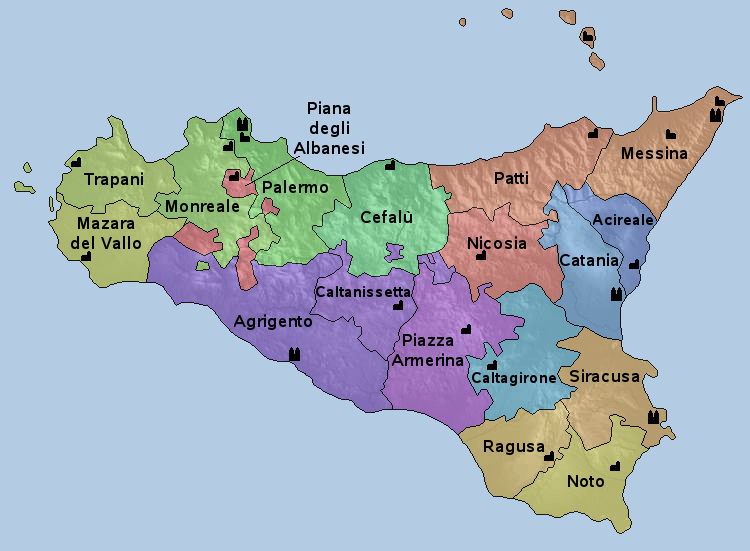
Расположение епархии Ното

Епархия Ното (лат. Dioecesis Netensis ) — епархия Римско-католической церкви с центром в городе Ното, Италия. Епархия Ното входит в митрополию Сиракуз. Кафедральным собором епархии Ното является церковь святого Николая  в городе Ното.

## История
27 декабря 1432 года сицилийское селение Ното приобрело статус города. Король Альфонсо Великодушный, учитывая культурный статус нового города, дважды обращался к Римским папам Евгению IV (в 1433 году) и Николаю V (в 1450 году) с просьбой создать в Ното католическую епархию. Другим поводом этих обращений стало присутствие возле Ното монастырей бенедиктинцев в цистерцианцев. Препятствием на пути образования епархии в Ното стало противоборство между епископом Сиракуз и местной аристократией.
В середине XIX века Фердинанд II, воспользовавшись смертью епископа Сиракуз Иосифа Морелли 13 декабря 1840 года, просил Святой Престол образовать епархию в Ното. 
15 мая 1844 года Римский папа Григорий XVI издал буллу Gravissimum sane munus, которой учредил епархию Ното, выделив её из архиепархии Сиракуз. 
В 1950 году Римский папа Пий XII издал буллу Quam quam est, которой передал часть территории епархии Ното новой епархии Рагузы.

## Ординарии епархии
- епископ Джузеппе Мендитто (22.07.1884 — 14.11.1849);
- епископ Джованни Баттиста Назелли (17.02.1851 — 27.06.1853) — назначен архиепископом Палермо;
- епископ Марио Джузеппе Мероне (27.06.1853 — 17.02.1864);
- Sede vacante (1864—1872);
- епископ Бенедетто Ла Веккья Куарньери (23.02.1872 — 5.07.1875) — назначен архиепископом Сиракуз;
- епископ Джованни Бландини (5.07.1875 — 3.01.1913);
- епископ Джузеппе Виццини (19.08.1913 — 8.12.1935);
- епископ Анджело Калабретта (16.07.1936 — 27.06.1970);
- епископ Сальваторе Николози (27.06.1970 — 19.06.1998);
- епископ Джузеппе Маландрино (19.07.1998 — 16.07.2007);
- епископ Мариано Крочата (16.07.2007 — 20.10.2008);
- епископ Антонио Стальяно (22.01.2009 — по настоящее время).

## Источник
- Annuario Pontificio, Libreria Editrice Vaticana, Città del Vaticano, 2003, ISBN 88-209-7422-3